# فيليكس بولك
فيليكس بولك (بالإنجليزية: Felix Pollak)‏ هو أمين مكتبة أمريكي، ولد في 11 نوفمبر 1909 في فيينا في النمسا، وتوفي في 19 نوفمبر 1987.